# Rio Capivaras
O rio Capivaras  é um curso de água do estado de Santa Catarina, no Brasil. 
Nasce no município de Bom Jardim da Serra, próximo à divisa com Lauro Müller, no alto da Serra Geral, próximo à rodovia SC-438. Corre de nordeste para sudoeste, passando próximo à localidade de Capivaras e desagua no rio Pelotas.